# Galerudolphia gertiae
Galerudolphia gertiae es una especie de insecto coleóptero de la familia Chrysomelidae.
Fue descrita científicamente en 2005 por Bolz & Wagner.